# Bastian R. Larsen
Bastian Reinhold Larsen, född 28 oktober 1856 i Grue, död 4 juli 1919 i Kristania, var en norsk agronom. 
Larsen genomgick först Jønsberg lantbruksskola i Hedemarkens amt, senare högre lantbruksskolan i Ås, studerade en tid i Danmark, främst foderväxter och försöksväsen. I några år var han lärare vid Kristians amts lantbruksskola, inrättade därefter tillsammans med Olav Sendstad Vinterlandbrugsskolen i Kristiania. Samtidigt som han var en av föreståndarna för denna, var han föreståndare för frökontrollen i Kristiania och ledare för Selskapet for Norges vels försöksverksamhet. 
Från 1898 var Larsen överlärare i växtkultur vid Norges lantbrukshögskola och ledare för statens åkerväxtförsök. Han var professor vid nämnda högskola 1914–18 och t.f. direktör 1913–18. Särskild förtjänst inlade han sig om frökontrollen, som han startade i Norge, och av försöksverksamheten. Hans årsberättelser och "minneslistor" över växtarter och odlingssätt var högt skattade av landets lantbrukare.